# مکتب شیکاگو (نقد ادبی)
مکتب نقد ادبی شیکاگو (به زبان انگلیسی: Chicago School) یا مکتب نوارسطویی حاصل کار فکری گروهی از پژوهش‌گران و منتقدان دانشگاهی مطالعات ادبی طی دهه‌های ۱۹۳۰ و ۱۹۴۰ است که در دانشگاه شیکاگو مشغول به فعالیت یا تحصیل بودند. این مکتب اعتبار و هویت گروهی خود را در مجموعه مقالاتی با عنوان ناقدان و نقد: کهنه و نو (۱۹۵۲) تثبیت کرد.
از جمله چهره‌های برجسته این گروه عبارت بودند از رونالد کرِین، و ر کیست، نورمن مک‌لین و اِلدر اولسن از استادان ادبیات انگلیسی دانشگاه و برنارد واین‌برگ استاد زبان و ادبیات رومی و ریچارد مک‌کیون که استاد زبان یونانی و فلسفه بود. از وِین بوت نیز که در دانشگاه شیکاگو فعالیت می‌کند گاه به عنوان یکی از اعضای این گروه نام می‌برند.